# Mlingoti Magharibi
Mlingoti Magharibi è una circoscrizione rurale (rural ward) della Tanzania situata nel distretto di Tunduru, Regione del Ruvuma. Conta una popolazione di 4 345 abitanti (censimento 2012).